# Fritz Klein (Hauptmann)
Fritz Klein (* 1877; † 1958) war ein deutscher Offizier, der im Ersten Weltkrieg Kommandounternehmen gegen die Briten in Persien und im Irak unternahm. Gelegentlich wurde er als deutscher Lawrence von Arabien bezeichnet.

## Leben
Klein war Sohn eines Industrieunternehmers aus dem Siegerland. Er unternahm mehrere Auslandsreisen, so 1904 eine Weltreise. 1910 ließ er sich vom Militär beurlauben und war jeweils ein Jahr an den deutschen diplomatischen Vertretungen in Rio de Janeiro, Kairo und Teheran (wo er Persisch lernte).
Im Ersten Weltkrieg diente er als Hauptmann in Frankreich und wurde 1914 verwundet. Nach der Genesung meldete er sich zu einer Expedition, die persische und arabische Stämme zu Aufständen gegen die Engländer animieren und die Ölpipelines in Persien und im Nahen Osten angreifen sollte. Er war dem Auswärtigen Amt unterstellt und wurde zum Major der Osmanischen Armee befördert. 70 deutsche Spezialisten, darunter die Archäologen Conrad Preusser, Walter Bachmann und Hans Lührs, Ingenieure und Kaufleute sowie ehemalige muslimische Kriegsgefangene und rund 300 den Russen entkommene österreichische Kriegsgefangene nahmen an der Expedition teil.
Ausgangspunkt war im Herbst 1914 Aleppo. Allerdings vertraten die Türken eigene Interessen, und die Stämme im Irak wollten wiederum von einer türkischen Vorherrschaft nichts wissen. Er traf hohe schiitische Würdenträger in Kerbala, die misstrauisch durch das Fehlen deutscher Truppen hohe Geldsummen verlangten. Ab Herbst 1915 war er auch in Persien aktiv (wo der Archäologe Friedrich Sarre Verbindungsoffizier war), wo es auch gelang im April 1915 Öl-Pipelines zu unterbrechen (mit denen die britische Flotte versorgt wurde), allerdings nicht die Perser auf die Seite der Mittelmächte zu ziehen.
Später im Krieg wurde er den Türken unterstellt und verlor sein relativ selbständiges Kommando. Während er anfangs noch Massaker an Armeniern in seinem Kommandobezirk unterbinden konnte, gelang ihm das später nicht mehr. Zur Versorgung der türkischen Flotte auf Euphrat und Tigris machte er auch ein Kohlebergwerk auf und bekämpfte Heuschreckenplagen und Pestausbrüche (Impfungen in Bagdad). In Persien versuchte er die Bevölkerung zu einem Heiligen Krieg, dem Dschihad, gegen die Entente aufzustacheln. Handelte er anfangs eigenmächtig, wurde ab Juli 1915 vom Auswärtigen Amt eine eigene deutsche Persienmission aufgestellt, die unter anderem die Russen im Norden bekämpfte. Sie erlitten aber am Kangavar-Pass im Februar 1916 eine Niederlage und Klein kehrte 1916 nach Deutschland zurück.
Nach dem Krieg schrieb er philosophische Werke. Der Historiker Veit Veltzke konnte später den Nachlass von Klein auswerten (sowie das Kriegstagebuch und den offiziellen Schriftwechsel von Klein im Archiv des Auswärtigen Amts).
Sein Adjutant Edgar Stern-Rubarth (1883–1972) war später Journalist (Chefredakteur bei Ullstein und im Wolffschen Telegraphenbüro), der als Jude 1936 nach England emigrierte und Erinnerungen unter dem Titel Playing Lawrence on the other side an die Expedition veröffentlichte, obwohl die Unternehmungen sich im Einsatzgebiet von Gertrude Bell abspielten. Stern-Rubarth hatte Romanistik studierte und war zeitweise Berater von Gustav Stresemann.